# Resul Nuriy
Resul Nuriy (de cele mai multe ori transcris în limba română sub forma: Resul Nuri) a fost un lider spiritual al tătarilor din România, imam, Muftiul comunității musulmane din județul Constanța. A servit ca muftiu în perioada 1929-1933 fiind precedat de Kadír Halil și succedat de Șahip Bolat Abdurrahim. A fost președintele Asociației absolvenților Seminarului musulman din Dobrogea.